# گریس کدل
گریس راس کِدل (انگلیسی: Grace Cadell; ۲۵ اکتبر ۱۸۵۵ – ۱۹ فوریهٔ ۱۹۱۸) پزشک و فعال حقوق زنان اسکاتلندی بود که یکی از اولین گروه زنان دانشجوی پزشکی در اسکاتلند محسوب می‌شد و موفق به اخذ مدرک پزشکی شد.
او به همراه السی اینگلیس از اولین دانشجویان مدرسه پزشکی زنان ادینبورگ بود که در سال ۱۸۸۶ توسط سوفیا جکس-بلیک تأسیس شده بود. کدل در یک موضوع انضباطی مقابل جکس-بلیک ایستاد و از مدرسه اخراج شد، اما سپس با شکایت از جکس-بلیک و مدرسه‌اش در دادگاه پیروز شد. او بیشتر دوران حرفه‌ای خود را به عنوان پزشک و جراح به مراقبت از زنان و کودکان اختصاص داد.
کدل به عنوان یک سافروجت فعال شناخته می‌شد و به خاطر اقدامات عمومی جسورانه در راه حق رأی زنان شهرت داشت. او نقش برجسته‌ای در ارائه مراقبت‌های پزشکی و پناه دادن به همکاران سافروجت خود داشت، برخی از این زنان مستقیماً پس از تحمل تغذیه اجباری در زندان به مراقبت او سپرده می‌شدند. خانه او به عنوان پناهگاهی برای سافروجت‌ها معروف بود.

## زندگی اولیه و تحصیلات
گریس راس کدل در ۲۵ اکتبر ۱۸۵۵ به عنوان بزرگ‌ترین فرزند از چهار دختر جورج فیلیپ کدل از کارییدن، بونس متولد شد. پدرش سرپرست معادن زغال‌سنگ محلی و مادرش مارتینا دانکنسون فلمینگ بود.
در سال ۱۸۸۷، او به همراه خواهرش مارتا جورجینا کدل به عنوان یکی از دانشجویان اولین دوره مدرسه پزشکی زنان ادینبورگ که توسط سوفیا جکس-بلیک در سال ۱۸۸۶ تأسیس شده بود، ثبت‌نام کرد. کلاس‌های درس در محل مدرسه در میدان جراحان و آموزش‌های بالینی در بیمارستان لیت برگزار می‌شد.
جکس-بلیک از سوی دانشجویانش به عنوان فردی سخت‌گیر شناخته می‌شد و قوانین او دانشجویان را ملزم می‌کرد که بیمارستان لیت را حداکثر تا ساعت ۵ بعدازظهر ترک کنند. در ۸ ژوئن ۱۸۸۸، گریس و مارتا کدل به همراه الیزابت کریستی و ایدا بالفور برای پیگیری وضعیت یک بیمار با آسیب سر، بعد از این ساعت در بیمارستان ماندند. وقتی جکس-بلیک از این تخلف مطلع شد، گریس و مارتا کدل را از مدرسه اخراج کرد.
پاسخ آن‌ها این بود که علیه جکس-بلیک و مدرسه شکایت کردند. خواهران کدل ۵۰۰ پوند غرامت مطالبه کردند و دادگاه به نفع آن‌ها رای داد و به هر کدام ۵۰ پوند غرامت در ژوئیه ۱۸۹۰ اعطا کرد. این رسوایی عمومی ضربه بزرگی به جکس-بلیک و مدرسه او وارد کرد. السی اینگلیس، یکی دیگر از دانشجویان، از نحوه برخورد با این ماجرا ناراضی بود و در سال ۱۸۸۹ مدرسه را ترک کرد. او با کمک پدرش جان اینگلیس که حامی آموزش پزشکی برای زنان بود، کالج پزشکی زنان ادینبورگ را در خیابان چمبرز تأسیس کرد. اینگلیس و خواهران کدل در این کالج به تحصیل ادامه دادند. خواهران کدل از نظر تحصیلی عملکرد خوبی داشتند و مارتا مدال مامایی و گریس مدال پزشکی قانونی را دریافت کردند.
گریس کدل در سال ۱۸۹۱ پس از قبولی در آزمون‌های «مدرک سه‌گانه» LRCPE, LRCSE و LFPSG (اگرچه مانند بسیاری از هم‌دوره‌ای‌هایش آن را به صورت مخفف LRCP&SEd می‌نوشت) فارغ‌التحصیل شد. این مدرک توسط سه کالج سلطنتی پزشکی اسکاتلند به صورت مشترک طراحی شده بود تا به افرادی که امکان ورود به دانشگاه را نداشتند اجازه دهد در آزمون‌های معادل شرکت کنند. این مدرک نام او را در فهرست پزشکان ثبت کرد و به او اجازه طبابت داد. زنان تا سال ۱۸۹۴ موفق به اخذ مدرک پزشکی از دانشگاه‌های اسکاتلند نشده بودند.

## حرفه پزشکی
در سال ۱۸۹۹، هنگامی که السی اینگلیس باشگاه پزشکان زن را با هدف اصلی تأسیس یک بیمارستان برای زنان ایجاد کرد، گریس کدل از اعضای برجسته این باشگاه بود و سپس در کمیته پزشکی بیمارستان که در میدان جورج شماره ۱۱ افتتاح شد، خدمت کرد. در سال ۱۹۰۴ او به کارکنان «هسپیس» در میل رویال (خیابان اصلی ادینبورگ) پیوست، بیمارستانی برای زنان و کودکان که توسط السی اینگلیس تأسیس شده بود. او در زمینه زنان و زایمان تخصص داشت و در سال ۱۹۱۱ مدیریت کلینیک را بر عهده گرفت. او بعدها به عنوان ثبت‌کننده در بیمارستان جدید زنان در لندن مشغول به کار شد.